# Ironweed : La Force d'un destin

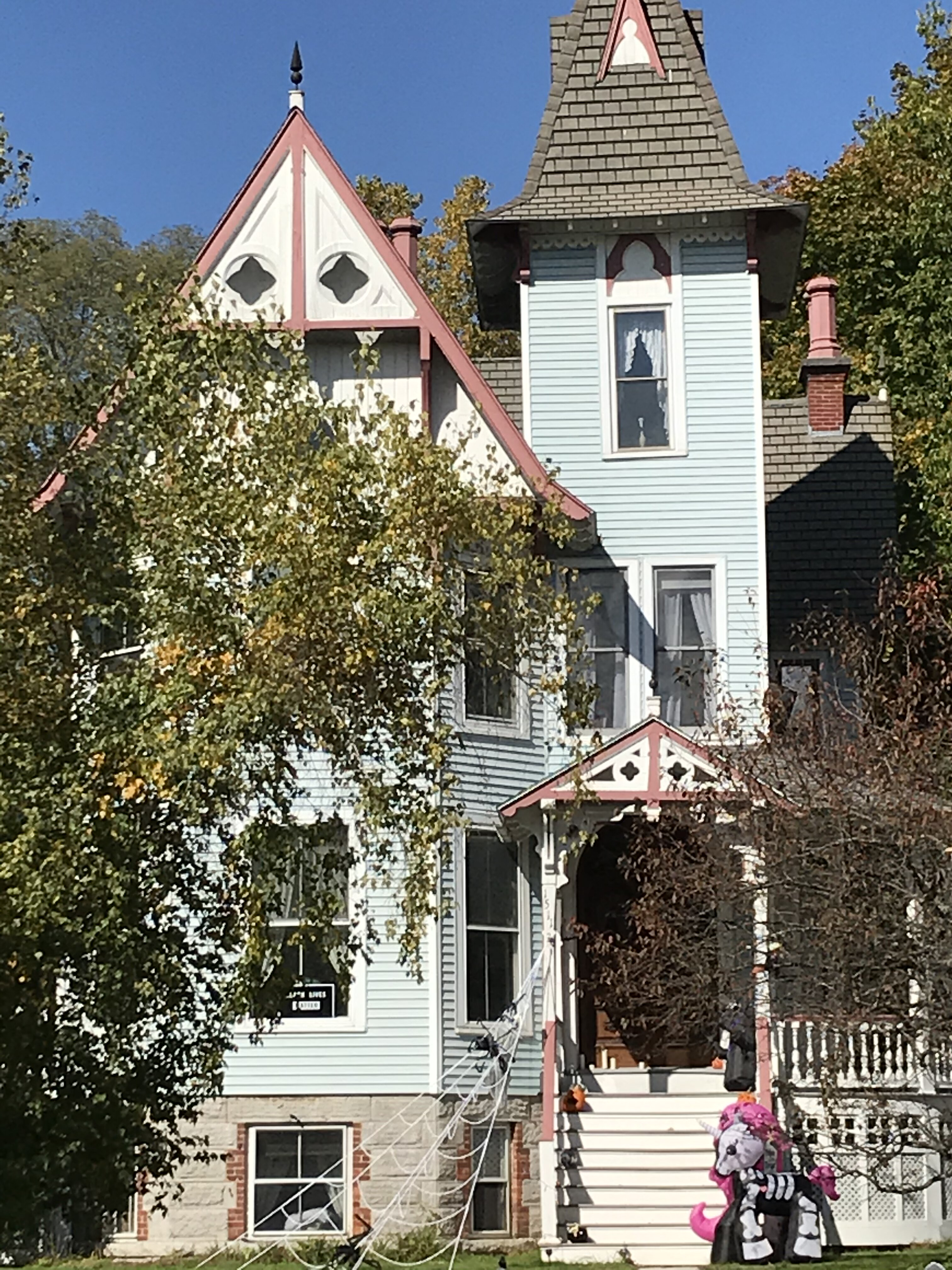
L'une des maisons victoriennes du quartier historique de Slingerlands, connue sous le nom de Dillenbeck House (ancien propriétaire) et Ironweed House (des scènes du film de 1987 ont été tournées ici). 1511 New Scotland Road

Pour plus de détails, voir Fiche technique et Distribution.
Ironweed : La Force du destin (Ironweed en VO) est un film américain d'Héctor Babenco sorti en 1987. Il est adapté du roman L'Herbe de fer de William J. Kennedy, récompensé du prix Pulitzer de la fiction en 1984.

## Synopsis
Toussaint 1938, Francis Phelan revient à Albany. Il avait quitté sa famille vingt-deux ans plus tôt après avoir causé accidentellement la mort de son plus jeune enfant. Depuis, il erre en compagnie d'autres clochards et alcooliques. À peine arrivé, il retrouve son vieil ami Rudy qui sort de l'hôpital et n'en a plus pour longtemps. Puis il part à la recherche d'Helen, une ancienne chanteuse, clocharde elle aussi, qui fut sa compagne et son soutien ces dernières années.

## Fiche technique
- Titre original : Ironweed
- Titre français : Ironweed : La Force du destin
- Réalisation : Héctor Babenco
- Scénario : William J. Kennedy, d'après son roman
- Musique : John Morris
- Direction artistique : Jeannine Oppewall
- Décors : Robert Guerra, Leslie Pope
- Costumes : Joseph G. Aulisi
- Photographie : Lauro Escorel
- Montage : Anne Goursaud
- Sociétés de production : Home Box Office, TAFT Entertainment Pictures, Keith Barish Productions
- Sociétés de distribution : Columbia Pictures TriStar
- Pays de production :  États-Unis
- Langue : anglais
- Format : couleurs (Technicolor) - 35 mm (Panavision) - 1,85:1 - son Dolby Stereo
- Genre : drame
- Durée : 143 minutes
- Dates de sortie en salles :
  - États-Unis : 18 décembre 1987 (première à New York) ; 12 février 1988 (sortie nationale)
  - France : 7 septembre 1988

## Distribution
- Jack Nicholson (VF : Jean-Pierre Moulin) : Francis Phelan
- Meryl Streep (VF : Pauline Larrieu) : Helen Archer
- Carroll Baker : Annie Phelan
- Michael O'Keefe : Billy Phelan
- Diane Venora : Margaret « Peg » Phelan
- Fred Gwynne : Oscar Reo
- Margaret Whitton : Katrina Dougherty
- Tom Waits (VF : Christian Pélissier) : Rudy
- Jake Dengel : Pee Wee
- Nathan Lane : Harold Allen
- James Gammon : le révérend Chester
- Will Zahrn : Rowdy Dick
- Laura Esterman : Nora Lawlor
- Joe Grifasi : Jack
- Bethel Leslie : la libraire
- Hy Anzell : Rosskam

## Production
Le film a été tourné du 23 février à mai 1987 à Albany, Glenville, Hudson, Slingerlands et Troy (État de New York)

## Accueil
Le film fut un échec commercial.

## Distinctions

### Récompenses
- Los Angeles Film Critics Association Awards 1987 : Meilleur acteur pour Jack Nicholson
- New York Film Critics Circle Awards 1987  : Meilleur acteur pour Jack Nicholson

### Nominations
- Golden Globes 1988 :  Meilleur acteur dans un film dramatique pour Jack Nicholson
- Oscars 1988 :
  - Meilleur acteur pour Jack Nicholson
  - Meilleure actrice pour Meryl Streep